# Żelazna dziewica

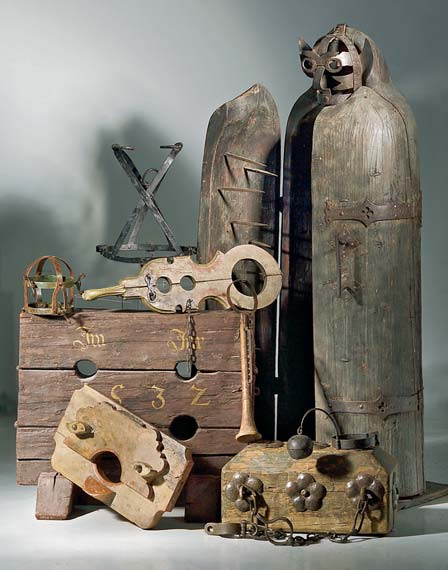
Różne narzędzia tortur – żelazna dziewica z prawej

Żelazna dziewica (narzędzia tortur; wektoryzacja ryciny encyklopedycznej z 1902 roku)

Żelazna dziewica (dziewica norymberska) – urządzenie do wykonywania kary na honorze, należące do kategorii płaszcza hańby. Było to pudło o kształcie i rozmiarze dopasowanym do ciała ludzkiego, zaopatrzone w żelazne, dwuskrzydłowe drzwi.
Na początku XIX wieku powątpiewano w istnienie tego urządzenia. Sytuację miał ustalić kustosz archiwum w Norymberdze, który w roku 1832 odnalazł dokumenty potwierdzające, że używano żelaznej dziewicy w miejscowym zamku. Według Tadeusza Maciejewskiego pierwsza zachowana pisemna wzmianka o egzekucji z użyciem żelaznej dziewicy pochodzi z dzieła Gustawa Freytaga „Bilder aus der deutschen Vergangenheit” (1515). Znajduje się tam opis wyroku, jaki wykonano na pewnym fałszerzu, którego zamknięto we wnętrzu sarkofagu na trzy dni.
Powszechnie uważa się, jakoby to urządzenie wyposażane było w ostre kolce umieszczone na wewnętrznej stronie zamocowanych zawiasowo klap, które wbijały się w ciało torturowanego w miarę zamykania urządzenia, dotkliwie raniąc, jednak nie naruszając ważnych dla życia organów. W krajach protestanckich rozpowszechniony jest pogląd, że w czasach Inkwizycji z urządzenia korzystano dla podawania torturom kobiet posądzonych o czary, jak również wykorzystywano je w torturowaniu heretyków. Ostre kolce powodowały kłucie po całym ciele, a w konsekwencji zranienia wnętrzności, wkłucie oczu oraz ogólne wykrwawienie. Wbrew opiniom, że przy użyciu żelaznych dziewic zadawano śmierć (wyjątkowo okrutną, nazywaną pocałunkiem dziewicy), było to narzędzie kary na honorze. Większość żelaznych dziewic stanowi XIX-wieczne falsyfikaty, powstałe poprzez dodanie wewnątrz kolców lub sztyletów dla większego zainteresowania turystów.
Najsłynniejsze z tych urządzeń prezentowano do 1945 w muzeum w Norymberdze. W znajdującej się w muzeum w Rothenburg ob der Tauber dziewicy usunięto ostrza, co do których stwierdzono, że zostały dodane później.
Zwykle wynalazek żelaznej dziewicy z kolcami we wnętrzu przypisuje się Elżbiecie Batory. Według legendy Elżbieta Batory kąpała się we krwi młodych dziewic, by zyskać wieczną młodość, a wymyślona przez nią machina miała za zadanie przede wszystkim wydobyć krew z ofiary.
Do żelaznej dziewicy w swojej nazwie odwołuje się brytyjski zespół heavymetalowy – Iron Maiden.